# 名古屋医療情報専門学校
名古屋医療情報専門学校（なごやいりょうじょうほうせんもんがっこう、NMIC）は、愛知県名古屋市熱田区にある私立専門学校。
北海道情報大学のほか全国に10校の専門学校を有するEDCグループの一校。設置者は株式会社エスシーシー（電子開発学園）。

## 学科
- 医療情報管理学科［3年制］。
  - 医療情報管理専攻。
- 医療事務学科［2年制］。
  - 医療秘書専攻。
  - 医療事務専攻。
  - 調剤薬局事務専攻。
- キャリア学科［1年制］。
  - 医療事務専攻。

- ビジネス情報学科［2年制］。
  - 医薬品アドバイザー専攻。
  - ITビジネス専攻。

## 沿革
- 1980年（昭和55年） - 名古屋情報経理専門学校として開校。
- 2008年（平成20年） - 名古屋医療情報専門学校に校名変更。

## 所在地
- 愛知県名古屋市熱田区二番2丁目1-25
  - 名古屋市営バス「二番町」停留所前

## 姉妹校
- 名古屋情報メディア専門学校
- 北海道情報大学
- 北海道情報専門学校
- 新潟情報専門学校
- 大阪情報専門学校
- 広島情報専門学校
- KCS北九州情報専門学校
- KCS福岡情報専門学校
- KCS大分情報専門学校
- KCS鹿児島情報専門学校